# Rodolfo Gustavo da Paixão
Rodolfo Gustavo da Paixão (São Brás do Suaçuí, 13 de julio de 1853 - Río de Janeiro, 18 de noviembre de 1925) fue un militar, político y poeta brasileño. Fue dos veces gobernador del estado de Goiás.

## Biografía

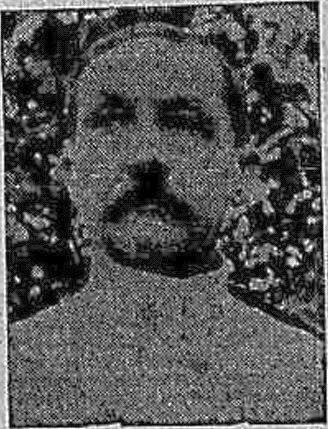
Rodolfo Gustavo da Paixão

Sirvió en Cruz Alta, Río Grande del Sur, donde se casó en 1883, con Josefina Annes Días, hija del Coronel Diniz Dias, Barón de San Jacob.
Era primo de Antônio Jacob da Paixão, uno de los signatarios de la constitución brasileña de 1891.
Después de proclamada la República de Brasil, fue nombrado presidente del estado de Goiás por el gobierno provisional del mariscal Deodoro da Fonseca, el 24 de diciembre de 1889. Tomó posesión el 24 de febrero de 1890. El 20 de enero de 1891 dejó la presidencia del estado de Goiás, reasumiendo el 18 de julio de 1891.
Leopoldo de Bulhões y sus aliados promulgaron la Constitución del Estado de Goiás el 1 de junio de 1891. Rodolfo Gustavo da Paixão, mediante un decreto del 10 de julio de 1891, cesó el mandato de los veinticuatro parlamentarios que firmaron el acta de apertura de la Constituyente y los procesó por los crímenes de desobediencia, sedición y usurpación de funciones. Con la renuncia del presidente de la República Deodoro da Fonseca y la posesión del vicepresidente Floriano Vieira Peixoto, fue destituido de la presidencia del estado de Goiás el 7 de diciembre de 1891.
Durante la Revuelta de la Armada de 1893, fue comandante de la guarnición de Minas Gerais.
Fue director de la Colonia Militar del Alto Uruguay (actual Três Passos), creada en 1879 con el objetivo de garantizar la predominancia del Imperio de Brasil en el territorio. También fue jefe de obras militares en los estados de Río de Janeiro, Paraná, Minas Gerais y Río Grande del Sur e interventor en el estado de Maranhão, durante el gobierno de Nilo Peçanha.
Miembro del Ejército Brasileño, en 1913 alcanzó el grado de general de brigada, y posteriormente fue ascendido a mariscal, para luego pasar a la reserva.

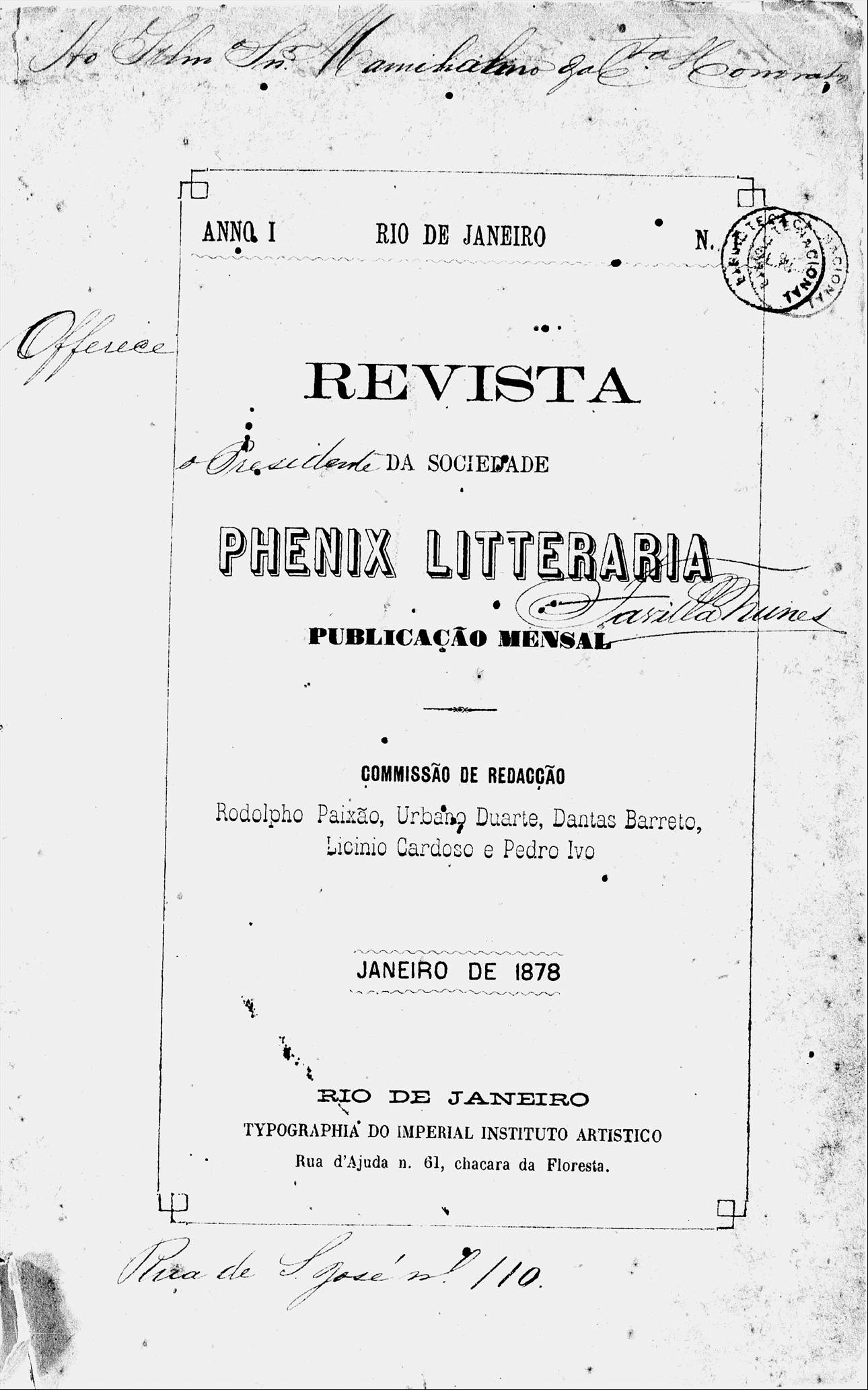
Revista da Sociedade Fênix Literária (enero 1878)

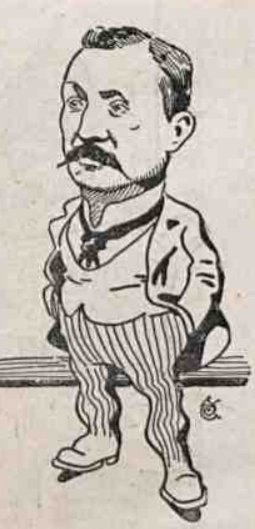
Caricatura del Mariscal Rodolfo Gustavo da Paixão

## Condecoraciones
- Caballero de la Orden Militar de Avis[2][14]
- Medalla militar de oro[2]

## Publicaciones
Algunas poesías de su autoría:
- Scenas da escravidão (Río de Janeiro, 1874)[2][16][17]
- Victor Hugo e Castellar (Río de Janeiro, 1876)[16]
- Senio (Alto Uruguai, 1881)[16]
- A Inconfidencia (Río de Janeiro, 1896)[2][17][18][19]
- Trinos e cantos (Río de Janeiro, 1896)[2][17]
- Miscelânea, líricos, facetos, quadros, turbilhões. (Porto Alegre, 1885)[20]

## Documentos

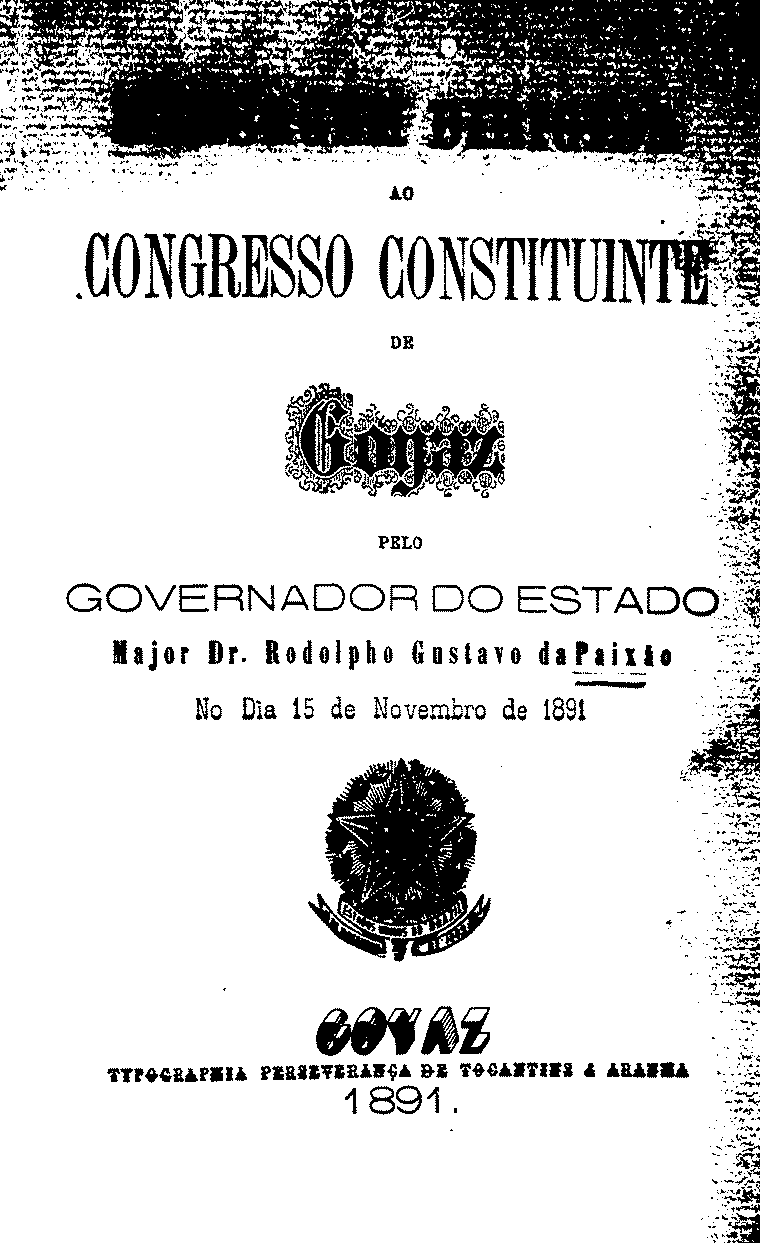
"Mensagem Dirigida ao Congresso Constituinte de Goyaz"
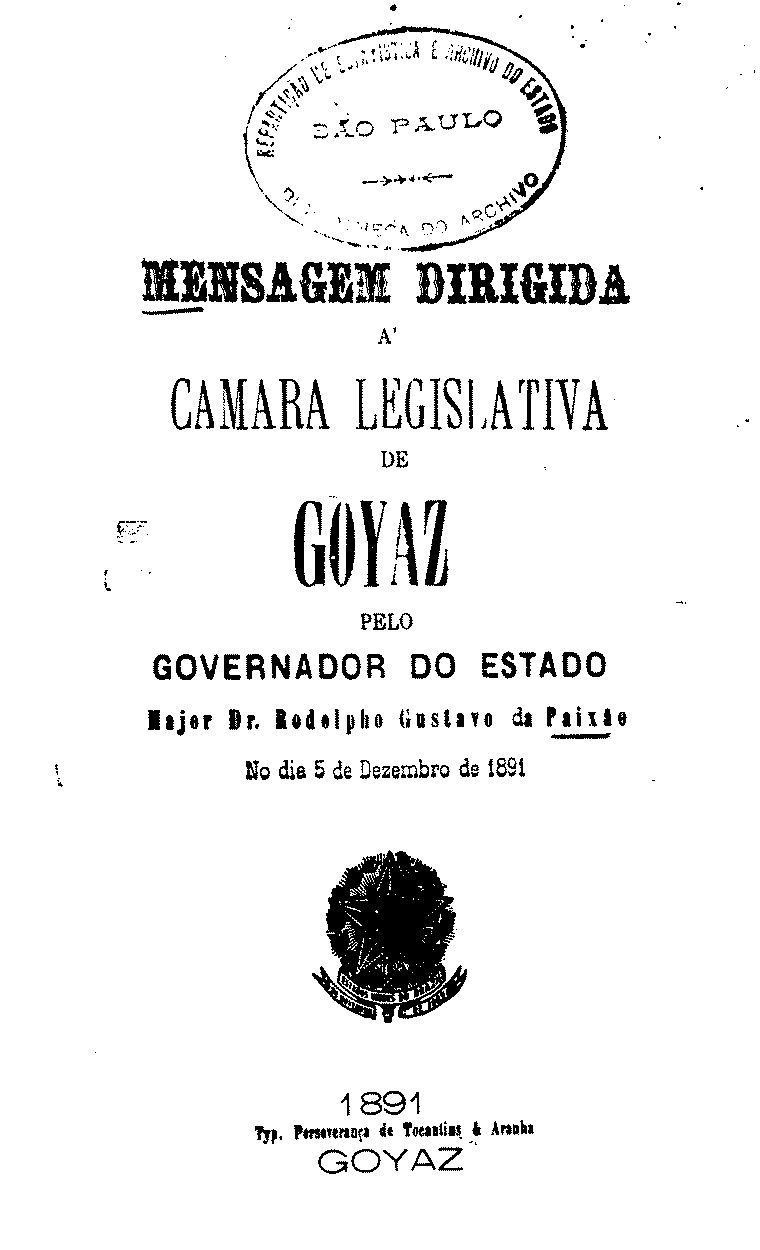
"Mensagem Dirigida à Câmara Legislativa de Goyaz"
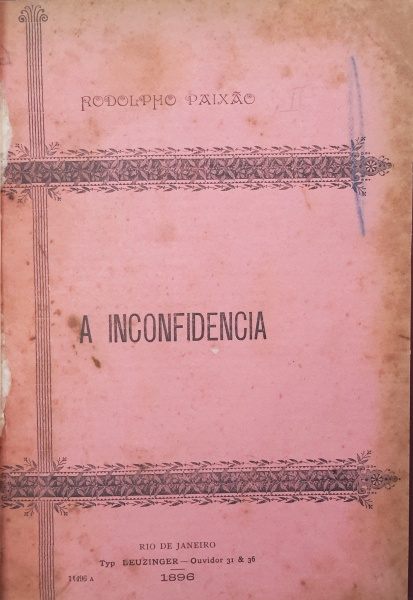
"A Inconfidencia"
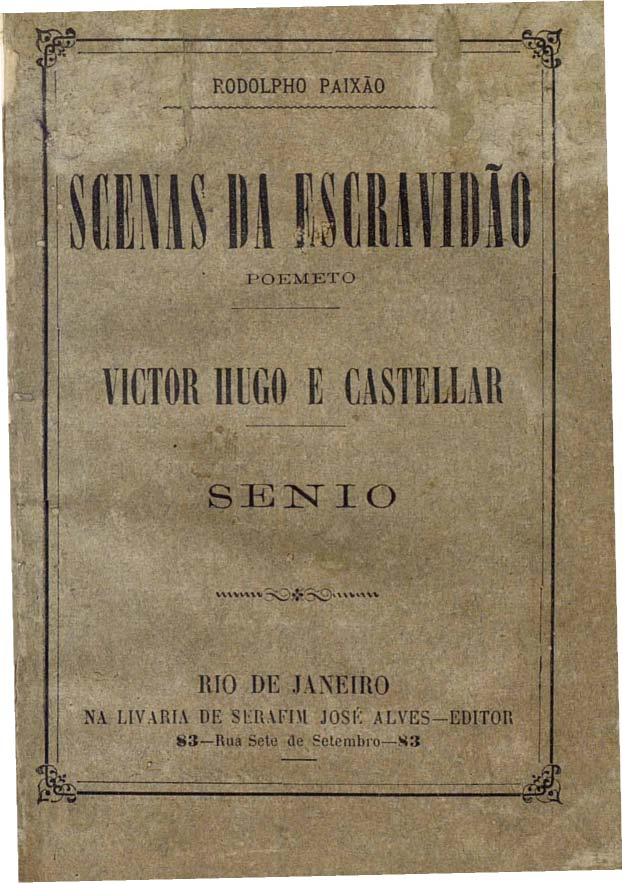
"Scenas da Escravidão"
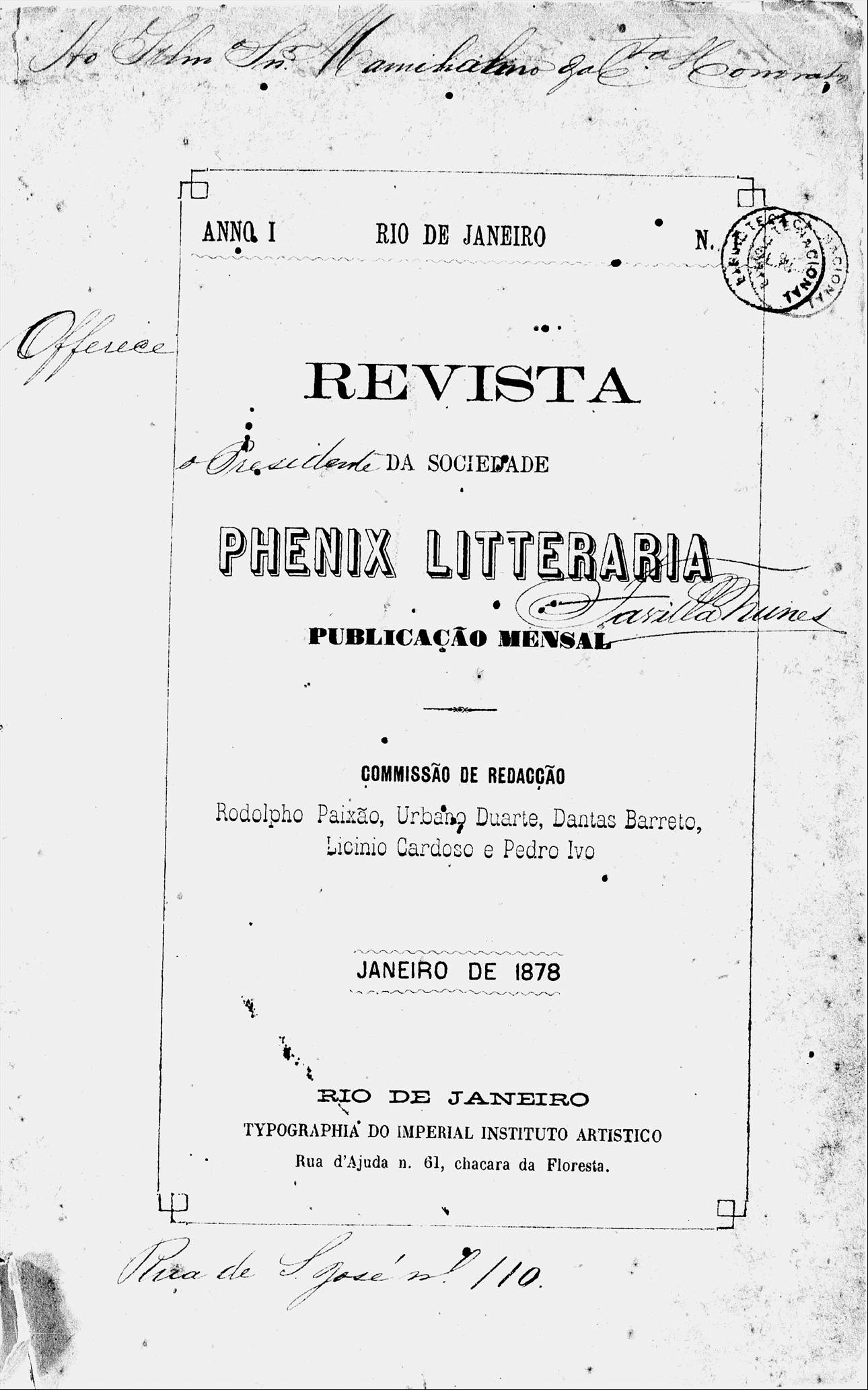
"Revista da Sociedade Phenix Litteraria"